# Norra Innervik
Norra Innervik är en småort i Skellefteå kommun, Västerbottens län belägen sydost om Skellefteå i Skellefteå socken.
Innervik kallades på 1500-talet Wijbjörnswijk, Vikeby och Inder wiken. Enligt jordaboken för 1543 bodde arton bönder med familjer i Innervik, som skattade för fiske och 12 notvarp.